# Cuthona abyssicola
Cuthona abyssicola är en snäckart som först beskrevs av Bergh 1884.  Cuthona abyssicola ingår i släktet Cuthona och familjen Tergipedidae. Inga underarter finns listade i Catalogue of Life.